# Ljusribbat vickerfly
Ljusribbat vickerfly (Lygephila craccae) är en fjärilsart som först beskrevs av Michael Denis och Ignaz Schiffermüller 1775.  Ljusribbat vickerfly ingår i släktet Lygephila, och familjen nattflyn. Arten är reproducerande i Sverige.

## Bildgalleri

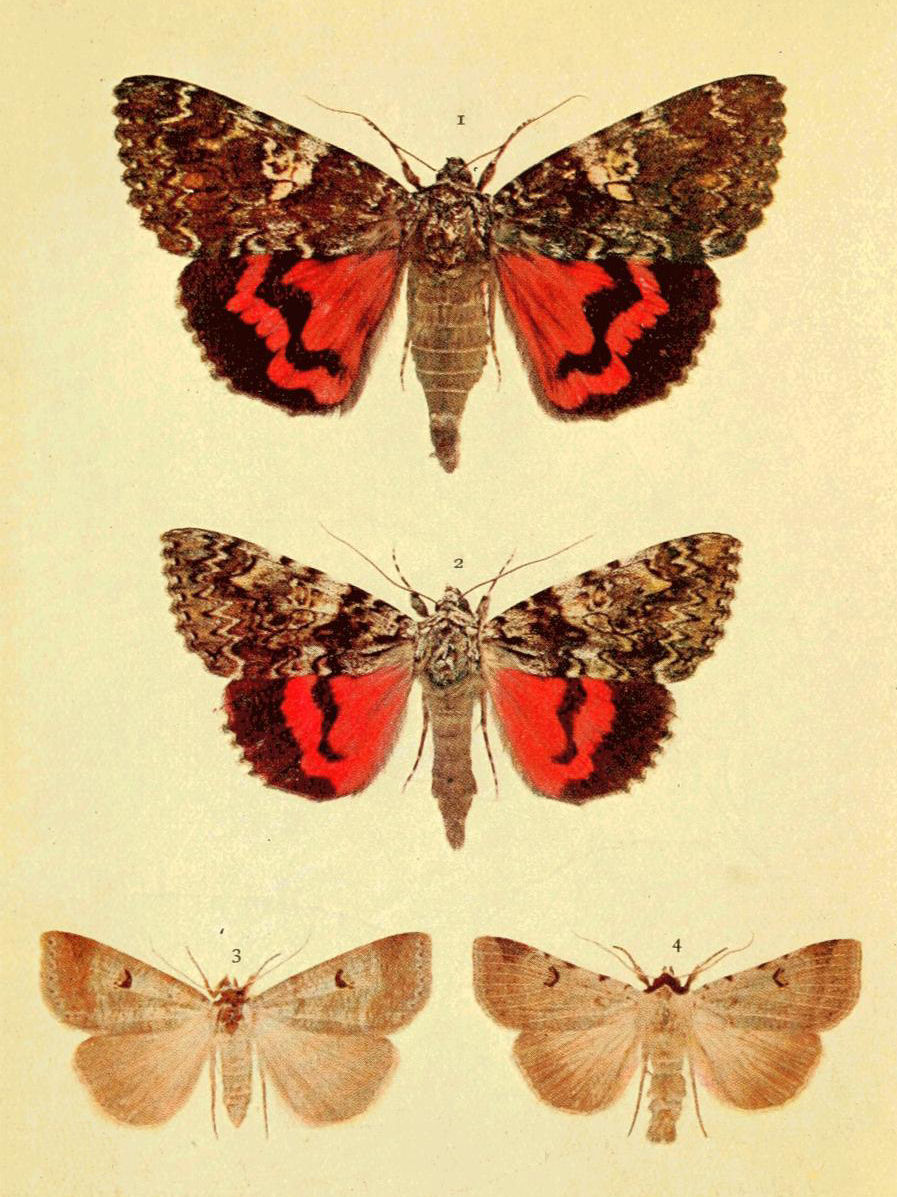